# Dead Again
Dead Again är ett album från 1998 av det danska heavy metal-bandet Mercyful Fate. Det gavs ut på skivbolaget Metal Blade Records.

## Låtlista
1. "Torture (1629)" - 5:03
2. "The Night" - 5:51
3. "Since Forever" - 4:40
4. "The Lady Who Cries" - 4:18
5. "Banshee" - 4:47
6. "Mandrake" - 6:06
7. "Sucking Your Blood" - 4:22
8. "Dead Again" - 13:40
9. "Fear" - 4:17
10. "Crossroads" - 5:42

## Medverkande
- King Diamond (sång)
- Hank Shermann (gitarr)
- Mike Wead (gitarr)
- Sharlee D'Angelo (bas)
- Bjarne T. Holm (trummor)